# Pep's (série télévisée)
Pour les articles homonymes, voir Pep's.
 (août 2014).
Si vous disposez d'ouvrages ou d'articles de référence ou si vous connaissez des sites web de qualité traitant du thème abordé ici, merci de compléter l'article en donnant les références utiles à sa vérifiabilité et en les liant à la section « Notes et références ».
Pep's est une série télévisée humoristique française quotidienne diffusée à partir du 19 août 2013 sur TF1. Elle est réalisée par le même producteur que Nos chers voisins, également diffusée sur TF1.

## Diffusion
D'abord série quotidienne, le dernier épisode sous ce format est diffusé le 4 octobre 2013. La série est ensuite diffusée de façon hebdomadaire chaque mercredi à partir du 9 octobre 2013. La saison 2 de Pep's est diffusée sur TF1, à 20 h 45, du 14 juillet au 3 octobre 2014 et la saison 3, la dernière, du 1er juin au 2 octobre 2015, sur la chaîne HD1.
La série a également été rediffusée sur TMC. Depuis le 27 février 2023, la série est régulièrement diffusée sur RTL9. En Belgique, la série fut diffusée sur AB3.
Pep's a réalisé de nombreux records d'audiences, dont un à 8,6 millions de téléspectateurs sur TF1 en plein mois de juillet.
Pep's est disponible sur Netflix du 20 novembre 2022 au 19 novembre 2023,.

## Synopsis
Que l'on y travaille comme professeur, que l'on y étudie ou bien que l'on y dépose nos enfants tous les matins, l'école ne laisse personne indifférent. Professeurs dépressifs, parents stressés et écoliers dans la lune, Pep's nous replonge dans le quotidien de ce triangle infernal. Devant le portail, au réfectoire, dans les couloirs ou dans les salles de classe, les relations s'entremêlent pour le meilleur et souvent pour le pire.

## Liste des personnages

### Les profs
| Acteur                 | Personnage         | Rôle                             | Saison        |
| Principaux             |                    |                                  |               |
| Morgane Bontemps       | Lauren Champi      | Professeure d'anglais            | Saison 1 à 3  |
| Sören Prévost          | Olivier Fernandez  | Professeur d'EPS                 | Saison 1 à 3  |
| Jean-Baptiste Martin   | Sylvain Glévarec   | Professeur d'histoire-géographie | Saison 1 à 3  |
| Marie-Hélène Lentini   | Anne-Marie Truche  | Professeure de français          | Saison 1 à 3  |
| Étienne Fague          | Régis Jaffart      | Professeur de maths-physique     | Saison 1 à 3  |
| Émilie Caen            | Nadine Pitou       | Institutrice du primaire         | Saison 1 à 3  |
| Catalina Denis         | Audrey Joly        | Infirmière scolaire              | Saison 1 à 3  |
| Nadège Beausson-Diagne | Catherine Paillard | La nouvelle proviseure           | Saison 2 et 3 |
| Invités                |                    |                                  |               |
| Jean-Louis Barcelona   | M. Broussard       | Professeur de grec ancien        | Saison 3      |

### Les élèves
| Acteur                   | Personnage         | Rôle                                | Saison        |
| Principaux               |                    |                                     |               |
| Sixtine Dutheil          | Charlotte Trufaine | Fille de Marina                     | Saison 1      |
| Ingrid Juveneton         | Delphine Bresson   | Fille d'Isabelle                    | Saison 1 à 3  |
| Jaïa Caltagirone         | Laura Desmoulin    | Fille de Valérie                    | Saison 1 à 3  |
| Grégoire Montana-Haroche | Théo Mariani       | Fils de Jérôme et frère de Mathilde | Saison 1 à 3  |
| Deivy Fernandes          | Paul Ricodo        | Fils d'Édouard                      | Saison 1 à 3  |
| Rayane Bensetti          | Benjamin Vidal     | Fils de Franck                      | Saison 1 à 3  |
| Terry Banjout            | Camille Jacquemain | Fille d'Aline                       | Saison 2 et 3 |
| Récurrents               |                    |                                     |               |
| Jeanne Dauny             | Mathilde Mariani   | Fille de Jérôme et sœur de Théo     | Saison 1      |
| Bintou Ba                | Margot             | Élève, meilleure amie de Delphine   | Saison 1 à 3  |

### Les parents
| Acteur                             | Personnage        | Rôle                             | Saison        |
| Principaux                         |                   |                                  |               |
| Camille Cottin                     | Marina Trufaine   | Mère de Charlotte                | Saison 1      |
| Caroline Anglade                   | Isabelle Bresson  | Mère de Delphine                 | Saison 1 à 3  |
| Charlotte des Georges              | Valérie Desmoulin | Mère de Laura                    | Saison 1 à 3  |
| Hédi Tillette de Clermont-Tonnerre | Jérôme Mariani    | Père de Théo                     | Saison 1 à 3  |
| Jean-Michel Lahmi                  | Édouard Ricodo    | Père de Paul                     | Saison 1 à 3  |
| Yannig Samot                       | Franck Vidal      | Père de Benjamin                 | Saison 1 à 3  |
| Noémie de Lattre                   | Aline Jacquemain  | Mère de Camille                  | Saison 2 et 3 |
| Récurrents                         |                   |                                  |               |
| Renaud Barse                       | Hervé Desmoulin   | Mari de Valérie et père de Laura | Saison 1 à 3  |

### Galerie

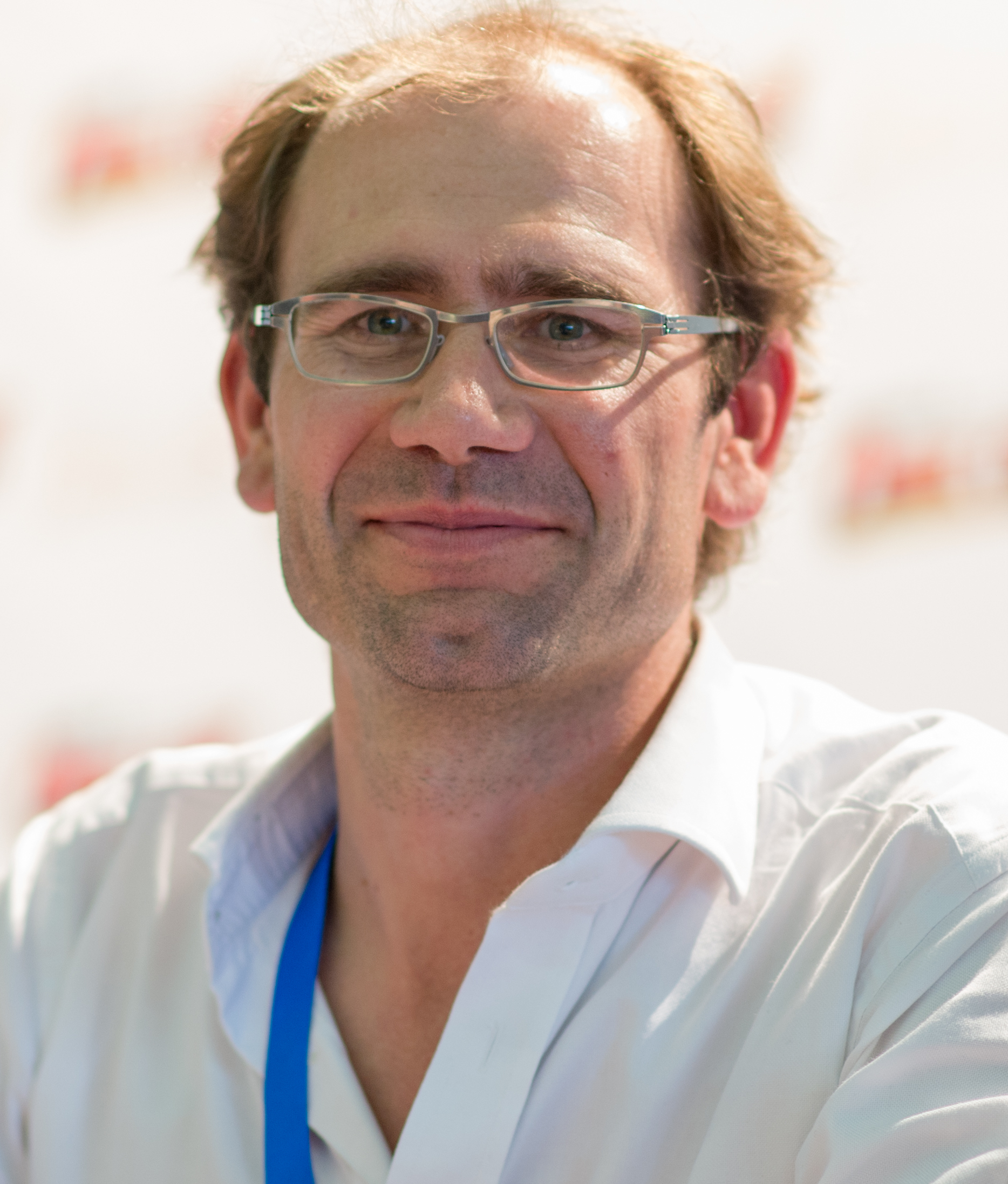
Étienne Fague interprète Régis Jaffart.
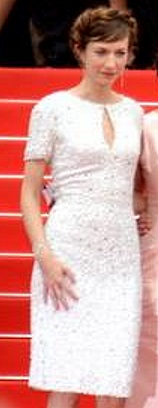
Émilie Caen interprète Nadine Pitou.
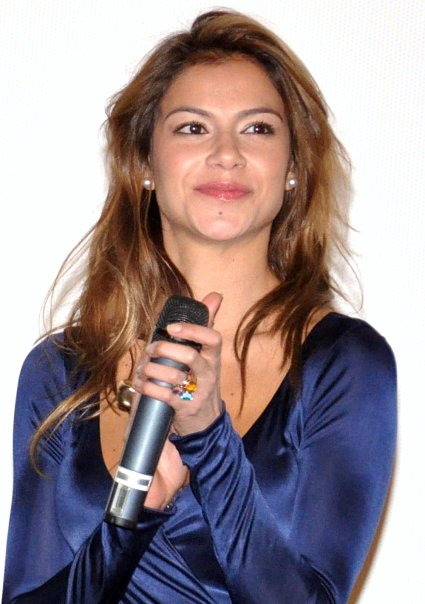
Catalina Denis interprète Audrey Joly.
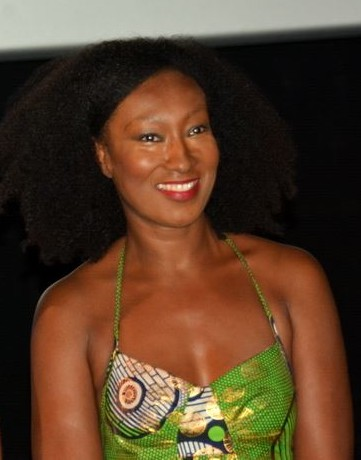
Nadège Beausson-Diagne interprète Catherine Paillard.
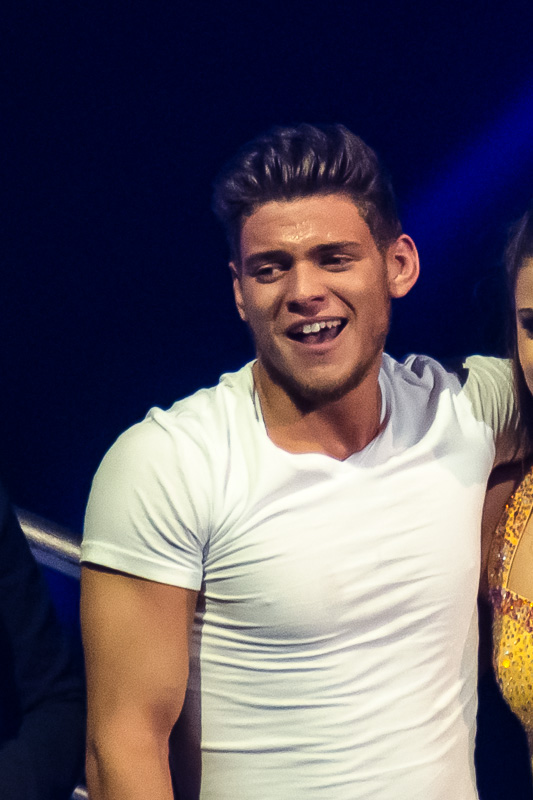
Rayane Bensetti interprète Benjamin Vidal.
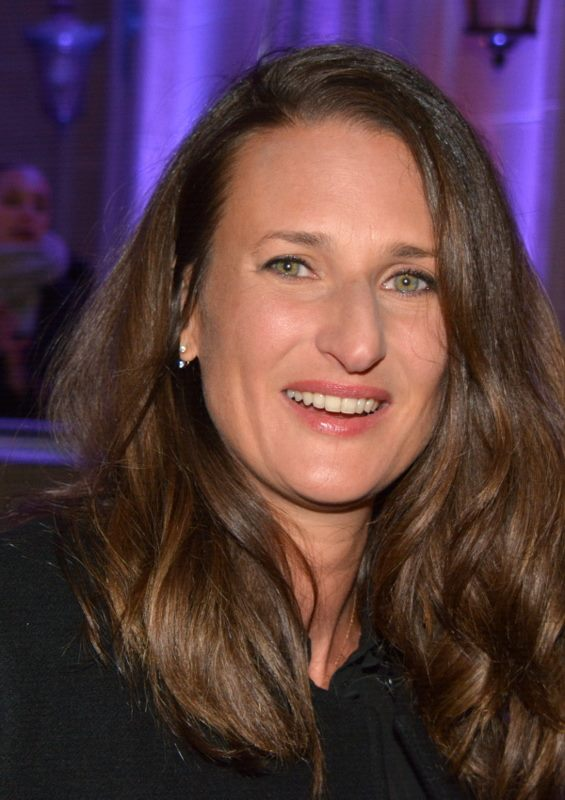
Camille Cottin interprète Marina Trufaine.
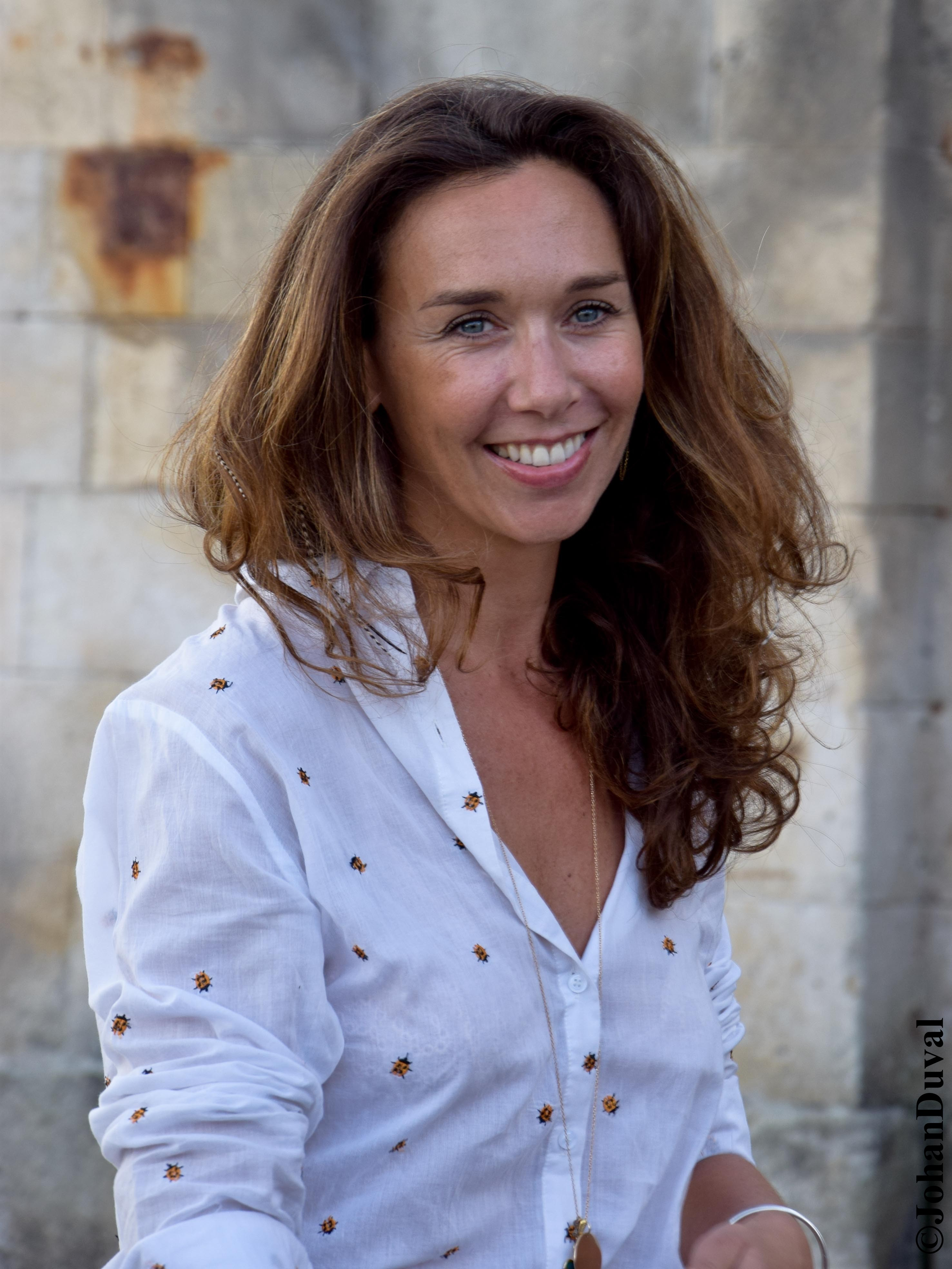
Charlotte des Georges interprète Valérie Desmoulin.
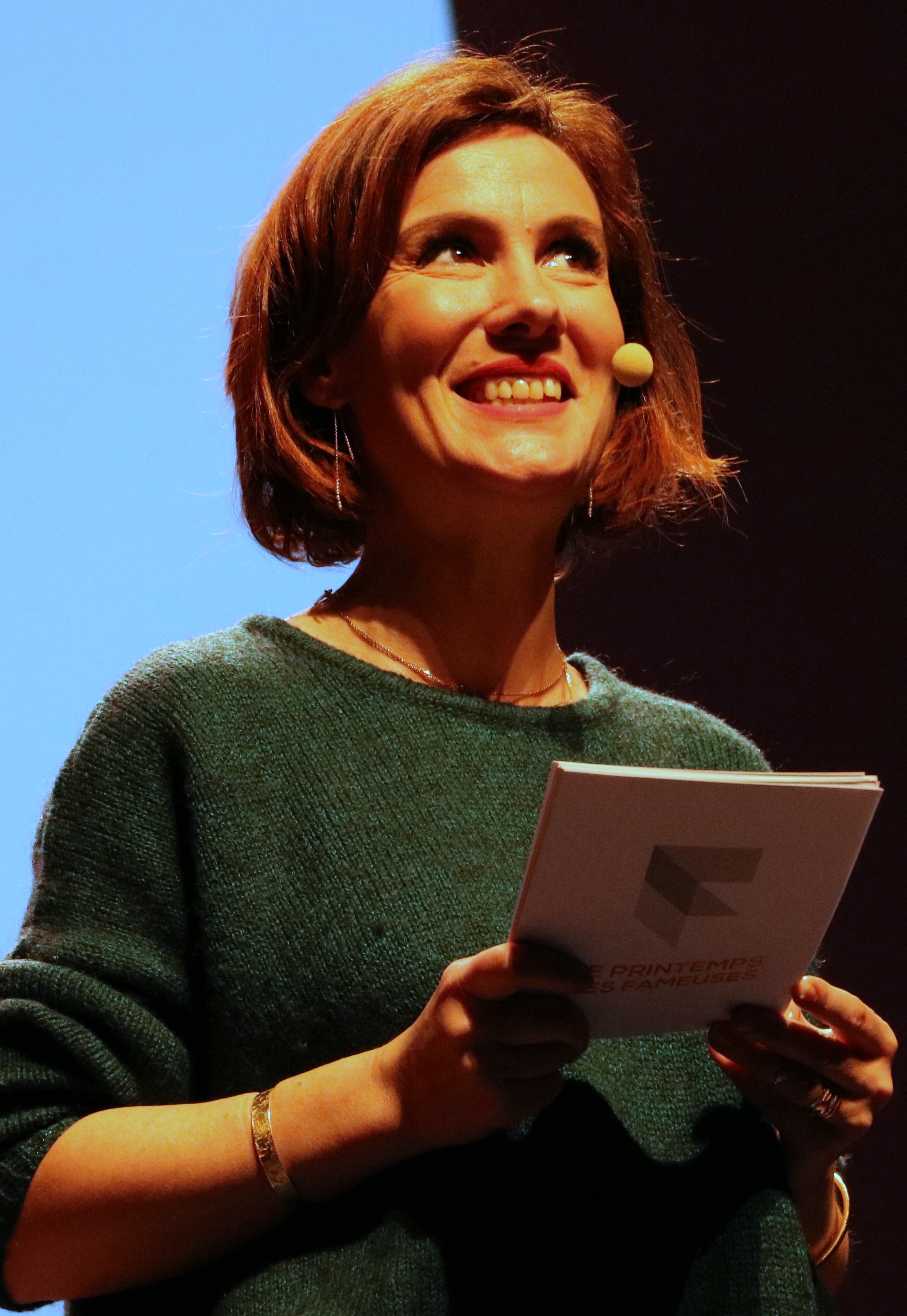
Noémie de Lattre interprète Aline Jacquemain.
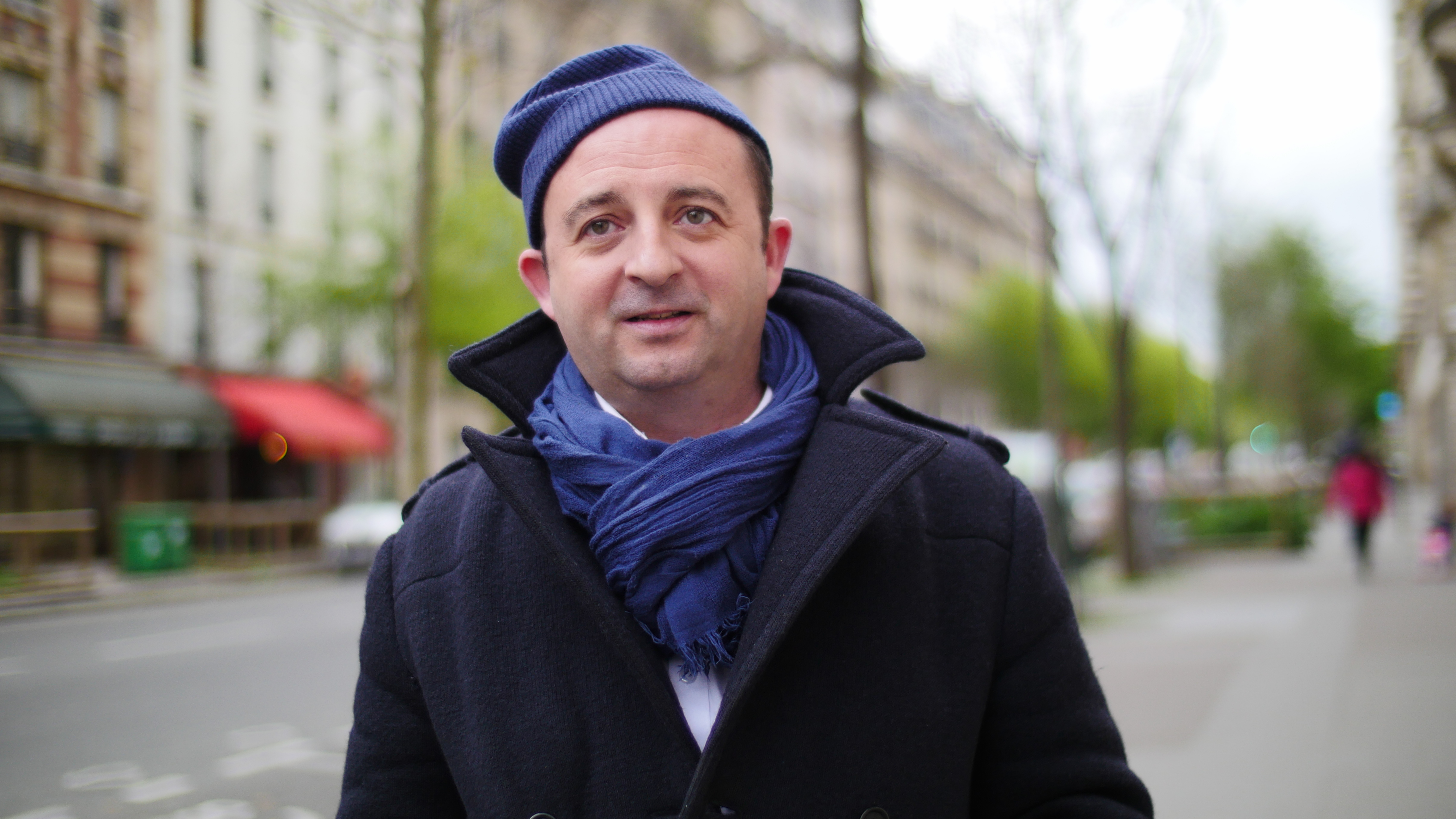
Jean-Louis Barcelona interprète M. Broussard le temps d'un épisode.

## Personnages mentionnés mais absents à l'écran

### Liés aux profs
- Le proviseur, personnage mentionné dans la saison 1. Il est vraisemblablement destiné à ne pas apparaître puisqu'il est remplacé par Mme Paillard à partir de la saison 2.
- Catherine Fernandez, femme d'Olivier.

### Élèves
- Maxime Trufaine, fils de Marina, au collège.
- Juliette Desmoulins, fille de Valérie, au collège.
- Antoine Desmoulins, fils de Valérie.
- Jérémy Jacquemain, fils d'Aline, au collège.
- Mathilde Mariani, fille de Jérôme

### Parents
- Hubert Trufaine, époux de Marina.
- Mme Vidal.
- Mme Ricodo.
- Caroline, mère de Théo.
- Le père de Delphine.
- M. Jacquemain.

## Tournage
La série a été tournée aux studios d'Épinay.

## DVD
Un DVD de la saison 1 nommé Rentrée no 1 est sorti le 1er octobre 2014.